# Zrzeszenie Literatów i Dziennikarzy Hebrajskich w Polsce
Zrzeszenie Literatów i Dziennikarzy Hebrajskich w Polsce – polskie stowarzyszenie zawodowe zrzeszające pisarzy i dziennikarzy żydowskich piszących po hebrajsku, działające w latach 1933–1939.

## Historia
Z początku powstały w marcu 1916 roku Związek Literatów i Dziennikarzy Żydowskich w Warszawie zrzeszał tak literatów i dziennikarzy tworzących w jidysz, jak i po hebrajsku, jednak już w 1921 roku pisarz Eliezer Sztajnman wystąpił ze stowarzyszenia, by założyć odrębną organizację reprezentującą wyłącznie literatów tworzących po hebrajsku. Wraz z pisarzem związek opuścili m.in. Jaakow Kahan, Samuel Poznański, Ozjasz Thon i Samuel Lejb Gordon, jednak nie udało się im uzyskać pozwolenia na rejestrację nowego związku. Zrzeszenie Literatów i Dziennikarzy Hebrajskich w Polsce zostało powołane dopiero wiosną 1930 roku dzięki staraniom Cwi Zwuluna Wajnberga, który od 1929 roku dążył do stworzenia w Polsce oddziału Związku Pisarzy Hebrajskich w Tel Awiwie. W zarządzie zasiadali Cwi Zwulun Wajnberg, Josef Heftman, Mosze Feldsztajn, Awraham Lejb Jakubowicz i Eljahu Israel Handelzelc.
Zrzeszenie należało do najważniejszych organizacji wspierających literaturę i kulturę hebrajską w Polsce okresu międzywojennego. Organizowano wykłady i spotkania literackie, planowano także założyć centralną bibliotekę hebrajską i powołać chór. Oprócz organizacji centralnej powstały również lokalne oddziały zrzeszenia w Wilnie, Białymstoku, Lwowie, Łodzi i Krakowie. W 1930 roku powołano przy organizacji hebrajski oddział PEN Clubu.
W 1936 roku zrzeszenie zaczęło publikować czasopismo „Amudim” pod redakcją Jehudy Warszawiaka. Ostatecznie ukazały się jedynie dwa numery z tekstami takich autorów jak Matitjahu Szoham, Natan Sztokhamer, Ber Pomeranc, Jakir Warszawski i Reuwen Fahn. Członkowie krakowskiego pododdziału powołali z kolei do życia wydawnictwo Miflat, które miało publikować literaturę naukową i rodzimą twórczość hebrajską.
Zrzeszenie działało do 1939 roku.